# Christian Graeff
Pour les articles homonymes, voir Graeff.
Christian Graeff, né le 12 novembre 1925 à Bordeaux et mort le 18 mai 2022 à Saint-Marc-Jaumegarde, est un ambassadeur de France dignitaire arabisant, il a principalement représenté la France auprès de pays arabes dans les périodes de crise diplomatique des années 1980.

## Biographie
Il est né le 12 novembre 1923 à Bordeaux d'une mère institutrice et d'un père ouvrier aux PTT et anarcho-syndicaliste. Il étudie à l'École nationale de la France d'outre-mer et devient administrateur colonial à Djeeda dans le nord du Tchad jusqu'en 1952 où il apprend l'arabe qu'il perfectionnera à Bikfaya au Liban en 1957. Il épouse Maria Graeff Wassink, écrivain et sociologue franco-hollandaise. Il meurt le 18 mai 2022 à Saint-Marc-Jaumegarde.

## Ambassades de France
- De 1967 à 1969, il est premier conseiller à l'ambassade de France en Syrie.
- De 1982 à 1985, il est ambassadeur de France en Libye.
- De 1985 à 1987, il est ambassadeur de France au Liban[3].
- De 1988 à 1991, il est nommé par François Mitterrand ambassadeur dignitaire et ambassadeur de France en Iran alors que les relations franco-iraniennes étaient rompues depuis un an.

Il est promu officier de la légion d'honneur en 1986 puis commandeur en 1995
.

## Engagement associatif
En 2007, il fonde les Brigades internationales pour la paix, association qu'il a présidé jusqu'à son décès.